# Adolfas Šleževičius
Adolfas Šleževičius (n. 2 februarie 1948, Mirskiškė⁠(d), Šiaulių rajono savivaldybė⁠(d), Lituania – d. 6 decembrie 2022, Pelekas⁠(d), Ignalina Eldership⁠(d), Ignalinos rajono savivaldybė⁠(d), Lituania) a fost un politician lituanian care a ocupat funcția de prim-ministru între 1993 și 1996.
Anterior manager într-o companie de produse lactate de stat, Šleževičius a fost numit prim-ministru după alegerea lui Algirdas Brazauskas ca președinte în februarie 1993. La acea vreme, Lituania se confrunta cu o inflație lunară de 10–30%, în ciuda demonetizării rublei și a introducerii talonas (bani cupon) la 1 octombrie 1992.  După ce inițial a promis creșteri mari ale salariilor lucrătorilor de la stat, Šleževičius a implementat o creștere mai mică și a susținut o înăsprire a politicii monetare de către Banca Lituaniei. Acest lucru a adus inflația lunară în scădere de la 25% în mai 1993 la 13% în mai, 6% în iunie și 3% în iulie.  Odată cu acest progres în stabilizare, Comitetul Litas (format din Šleževičius, președintele Brazauskas și președintele Băncii Lituaniei Visokavičius) a anunțat reintroducerea litasului lituanian ca monedă națională, care va avea loc la 25 iunie 1993. Cursul de schimb sa întărit de la echivalentul a peste 5 litai la 3,5 litai până în august 1993.
În octombrie 1993, Šleževičius a anunțat că valoarea litas va fi fixată într-o manieră similară cu cea a coroanei estoniene, adică într-un aranjament de consiliu valutar cu paritate fixă.  Legea stabilității litas (Legea I-407) a fost adoptată la 23 martie 1994, iar cursul de schimb a fost fixat la 3,9 litai per dolar american la 1 aprilie 1994. Fixarea cursului de schimb a contribuit la intrări mari de capital din străinătate, care au contribuit la finanțarea modernizării economiei în anii următori.
El a fost forțat să demisioneze la 8 februarie 1996, după un vot de neîncredere în Seimas-ul lituanian în urma acuzațiilor de corupție. Šleževičius și-a retras activele în ultimul moment de la două bănci care s-au prăbușit. Acesta s-a confruntat cu acuzații penale de corupție și fals, dar după patru ani de anchetă, cazul a fost clasat înainte de a ajunge în instanță.  După cariera sa politică eșuată, Šleževičius s-a orientat către afaceri private.
Šleževičius a murit la 6 decembrie 2022, la vârsta de 74 de ani. 